# Edith Buemann Psilander
Edith Buemann Psilander (født 6. april 1879 i København, død 27. juli 1968 i Gentofte) var en dansk skuespiller.

## Filmografi
- Avisdrengen (1918)
- Fjeldpigen (1917)
- Mørkets Fyrste (1916)
- Den farlige Haand (1915)
- Nattens Gaade (1915)
- Skildpadden (1915)
- Badehotellet (1915)
- Forbandelsen (1914)
- Elskovsbarnet (1914)
- Den røde Klub (1914)
- Borgkælderens Mysterium (1914)
- Pierrots Kærlighed (1913)
- Dr. Nicholson og den blaa Diamant (1913)
- Mørkets Gerninger (1913)
- Miraklet (1913)
- Bristede Strenge (1913)
- En Kvindes Ære (1913)
- Skæbnens Veje (1913)[1]
- Den store Cirkusbrand (1913)
- Dødsklippen (1913)
- En Straamand (1913)
- Den Rette (1913)
- Trofast Kærlighed (1912)
- Den sidste Hurdle (1912)
- Storstadsvildt (1912)
- Naar Hjertet staar i Brand (1912)
- Skovsøens Datter (1912)
- Tropisk Kærlighed (1912)
- Kvindehjerter (1912)
- Nonnen fra Asminderød (1911)
- Gennem Kamp til Sejr (1911)
- De fire Djævle (1911)
- De onde Veje (1909)